# Carowinds
 (novembre 2023).
Si vous disposez d'ouvrages ou d'articles de référence ou si vous connaissez des sites web de qualité traitant du thème abordé ici, merci de compléter l'article en donnant les références utiles à sa vérifiabilité et en les liant à la section « Notes et références ».
Carowinds est un parc d'attractions situé à Charlotte entre la Caroline du Nord et la Caroline du Sud. Le parc est ouvert depuis le 31 mars 1973 sous l’impulsion de Earl Patterson, inspiré après un séjour à Disneyland en 1956. Le parc appartient aujourd’hui au groupe Cedar Fair Entertainment.

## Histoire
Carowinds a été conçu au départ comme un resort complet incluant des hôtels, un centre commercial, un golf et un stade de football. Malheureusement, comme de nombreux autres parcs du pays, il fut victime de la crise du pétrole de 1973, obligeant la direction à abandonner les projets de développement. En 1975, le parc est vendu à Taft Broadcasting.
Le parc est racheté par Paramount Communications en 1993 et rejoint ainsi la famille des parcs Paramount Pictures. À cette époque, le parc fut rebaptisé Paramount’s Carowinds.
Le nom « Carowinds » vient d’un mélange entre « Caroline », le nom de la région du parc, et « winds » qui signifie « vents ».
Le 30 juin 2006, Cedar Fair Entertainment devint propriétaire de Paramount Parks, et donc de Carowinds.
Le parc a retrouvé son nom d’origine pour sa saison 2007, avec l’arrivée d’un nouveau logo.

## Parc d’attractions

### Les montagnes russes

#### En fonction
| Nom                                                 | Type                                   | Constructeur                  | Année |
| --------------------------------------------------- | -------------------------------------- | ----------------------------- | ----- |
| Afterburn                                           | Montagnes russes inversées             | Bolliger & Mabillard          | 1999  |
| Carolina Cyclone                                    | Montagnes russes assises               | Arrow Dynamics                | 1980  |
| Carolina Goldrusher                                 | Train de la mine                       | Arrow Dynamics                | 1973  |
| Copperhead Strike                                   | Montagnes russes lancées               | Mack Rides                    | 2019  |
| Flying Cobras anciennement Carolina Cobra           | Montagnes russes navette               | Vekoma                        | 2009  |
| Fury 325                                            | Hyper montagnes russes                 | Bolliger & Mabillard          | 2015  |
| Hurler                                              | Montagnes russes en bois               | International Coasters, Inc.  | 1994  |
| Intimidator                                         | Hyper montagnes russes                 | Bolliger & Mabillard          | 2010  |
| Kiddy Hawk anciennement Flying Ace Aerial Chase     | Montagnes russes inversées             | Vekoma                        | 2001  |
| Nighthawk anciennement BORG Assimilator             | Montagnes russes volantes              | Vekoma                        | 2004  |
| Ricochet                                            | Wild Mouse                             | Mack Rides                    | 2002  |
| Vortex                                              | Montagnes russes en position verticale | Bolliger & Mabillard          | 1992  |
| Wilderness Run anciennement Hey Arnold's Taxi Chase | Montagnes russes assises junior        | Miler Coaster Company         | 1998  |
| Woodstock Express                                   | Montagnes russes en bois               | Philadelphia Toboggan Company | 1975  |

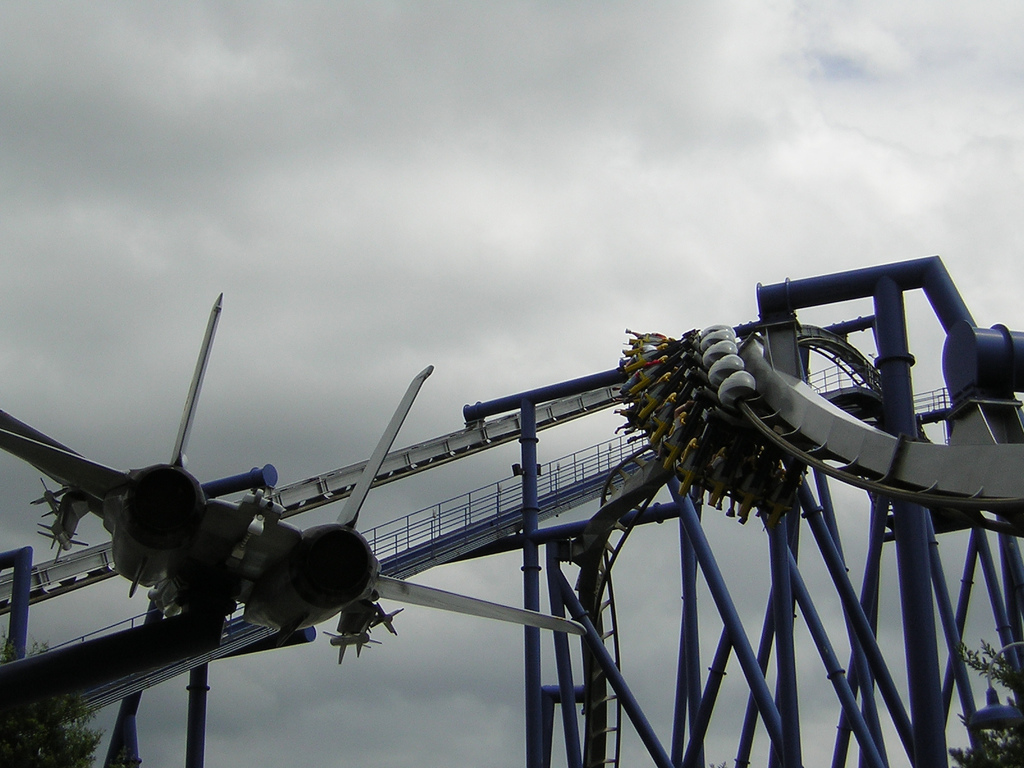
Afterburn
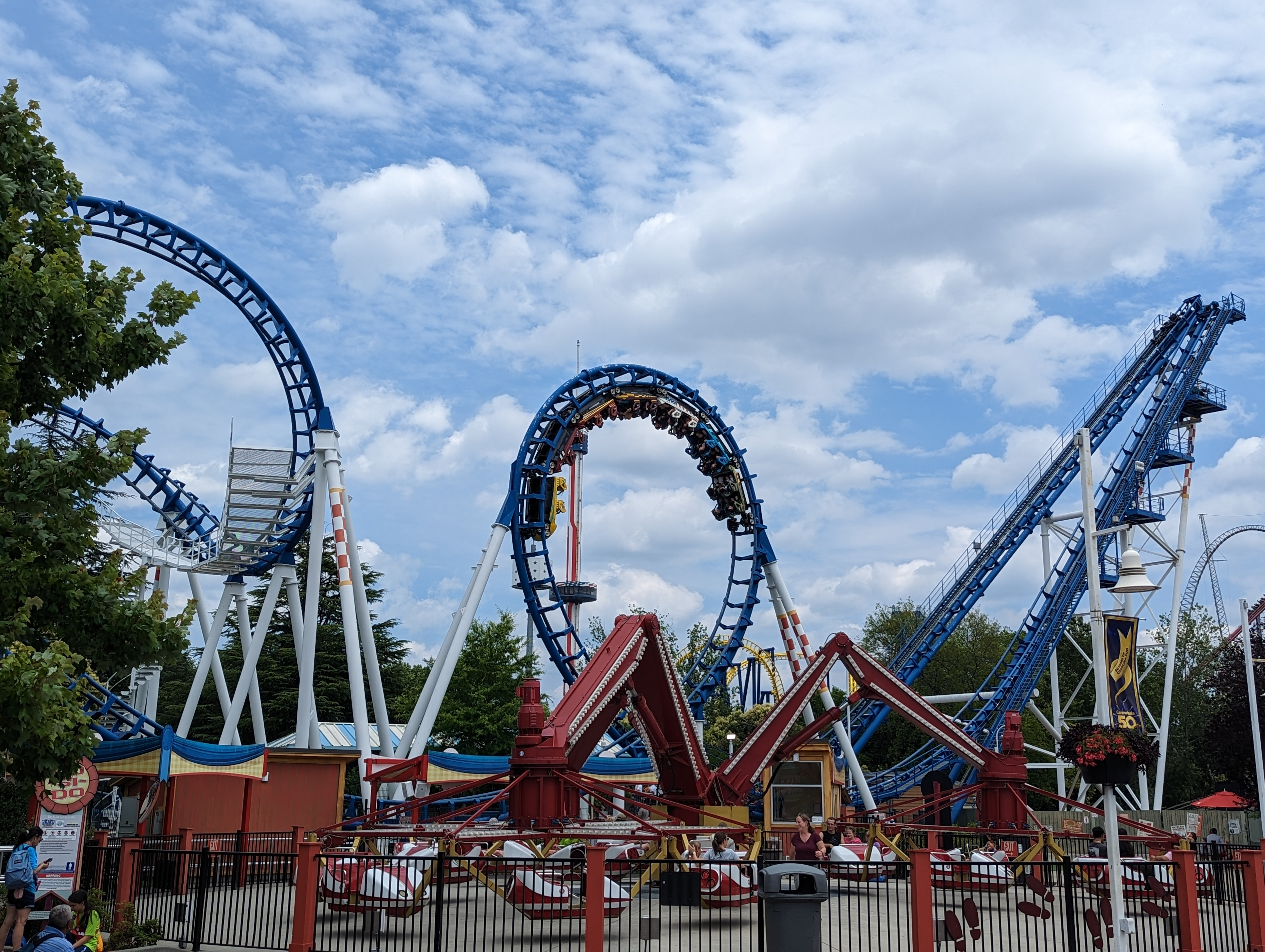
Flying Cobras
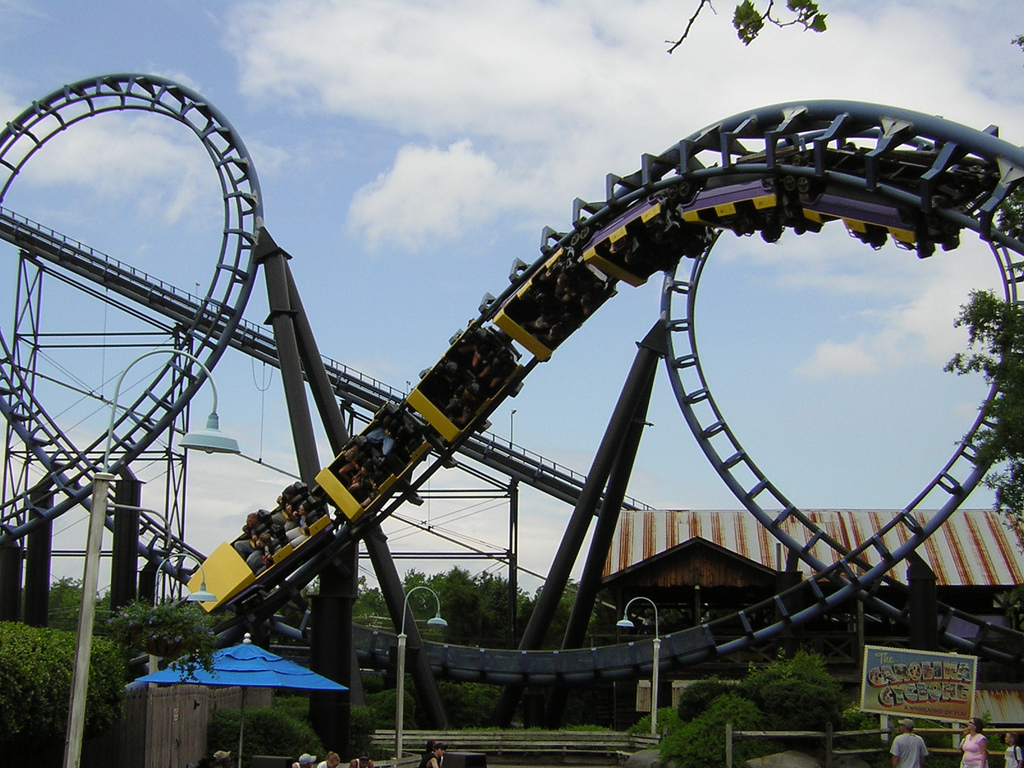
Carolina Cyclone
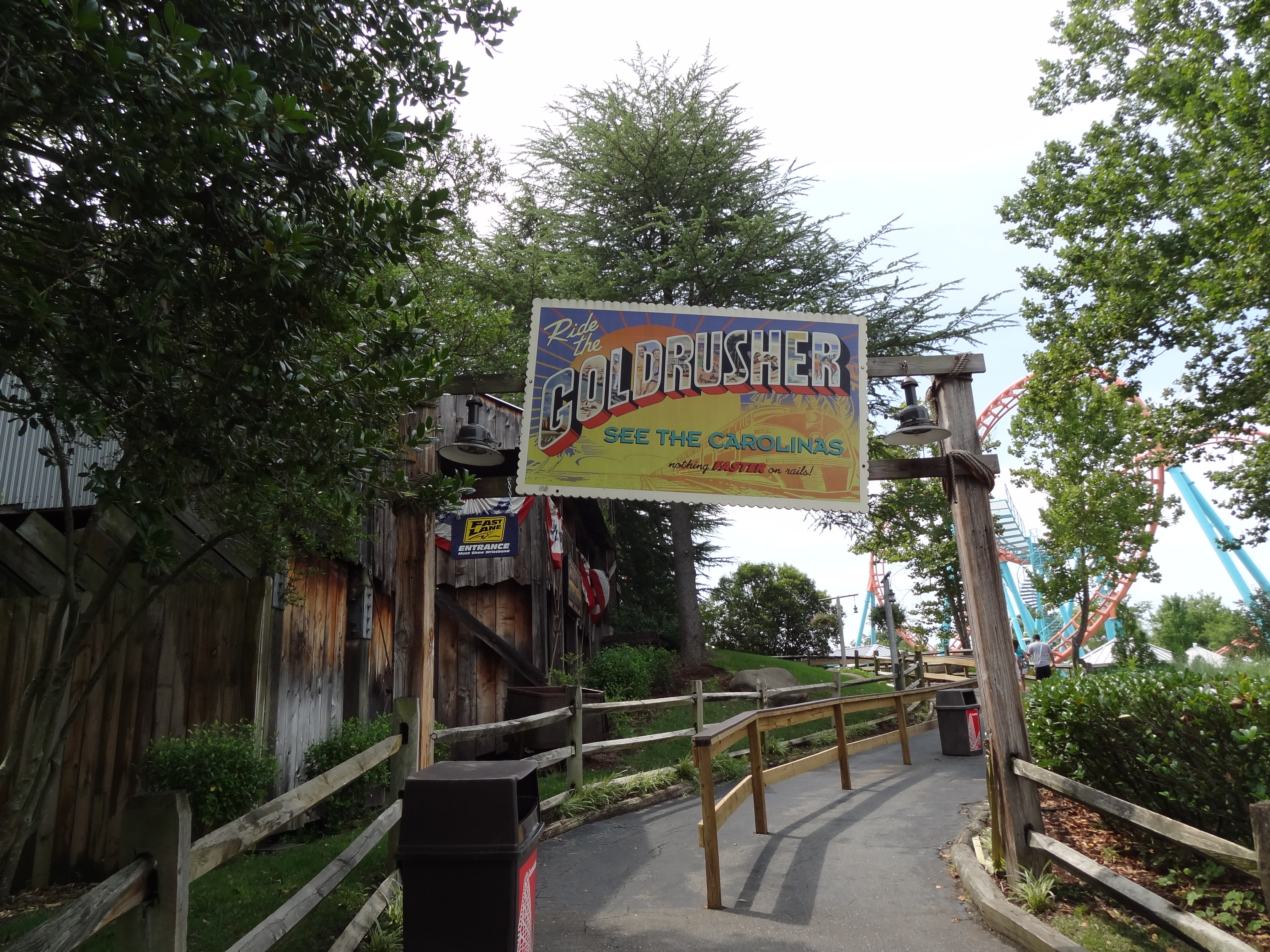
Carolina Goldrusher
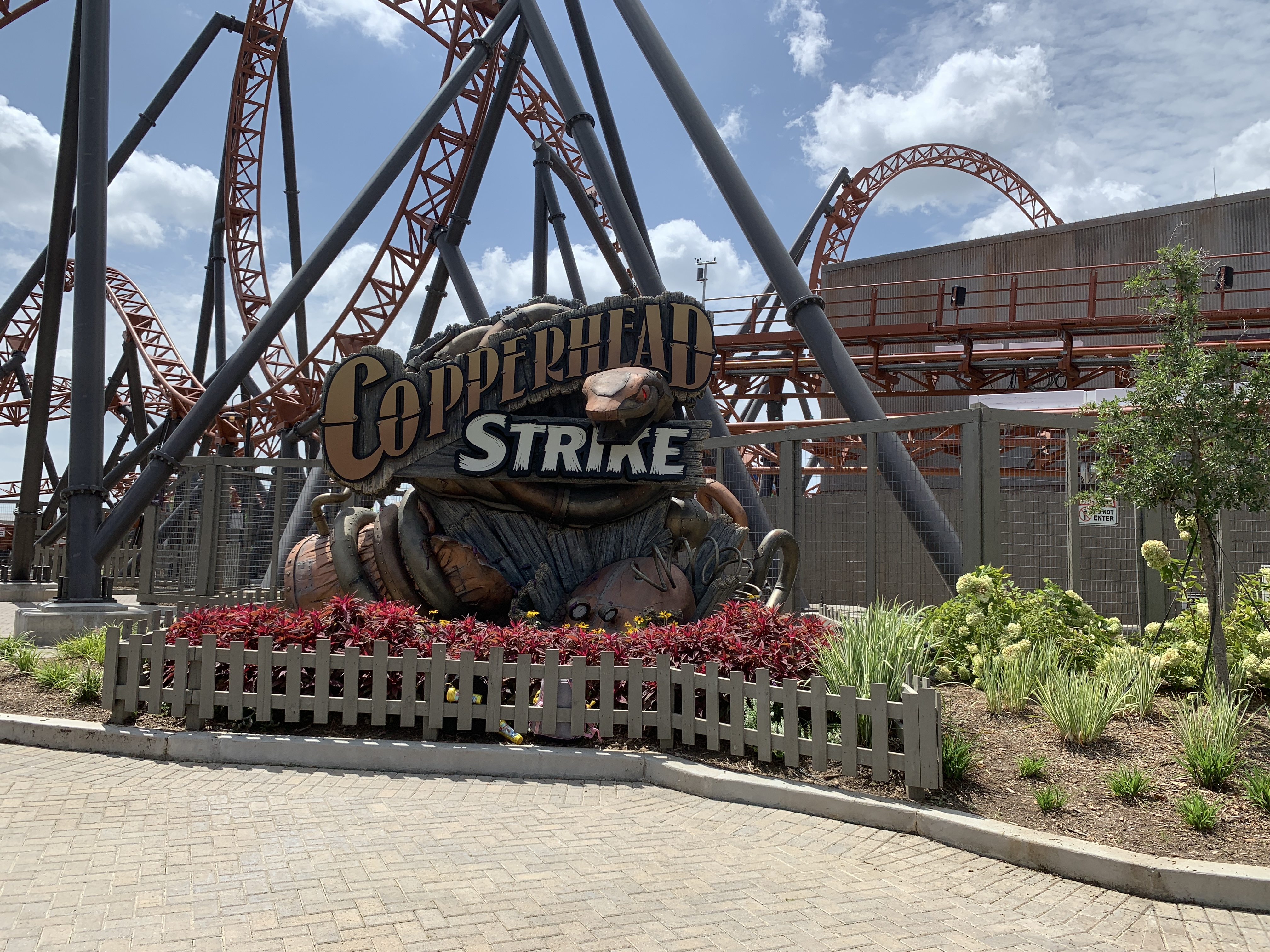
Copperhead Strike
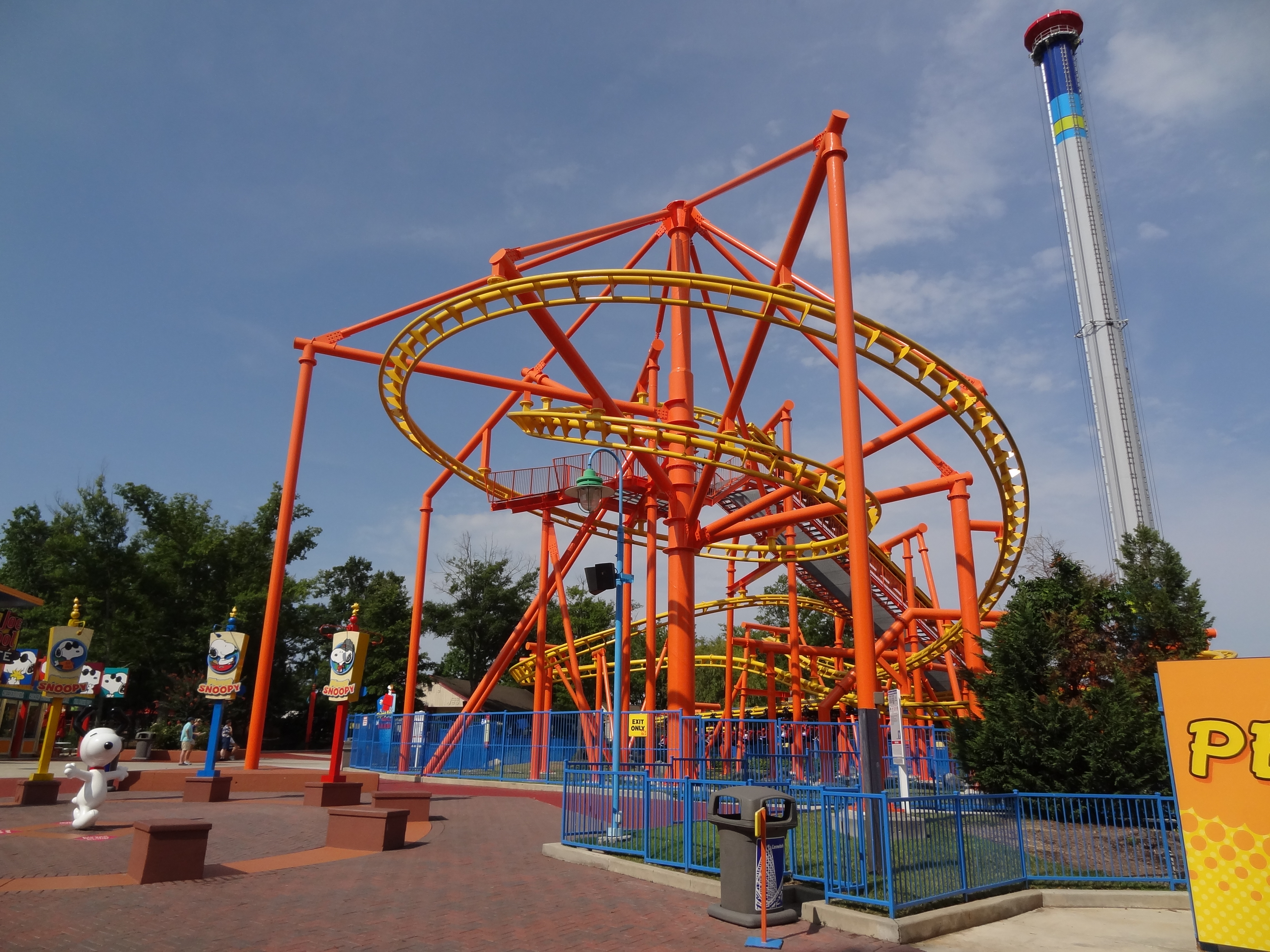
Kiddy Hawk
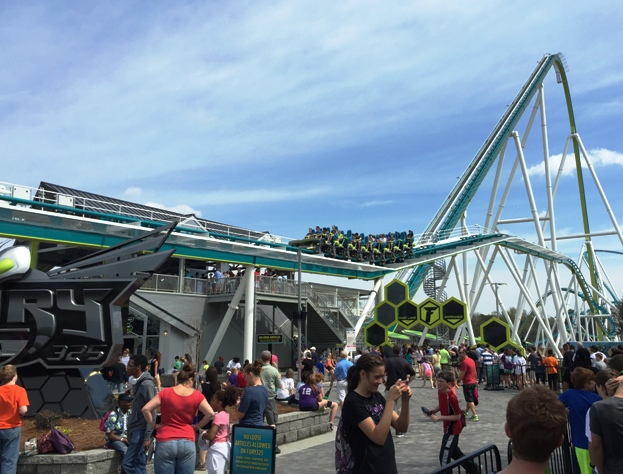
Fury 325
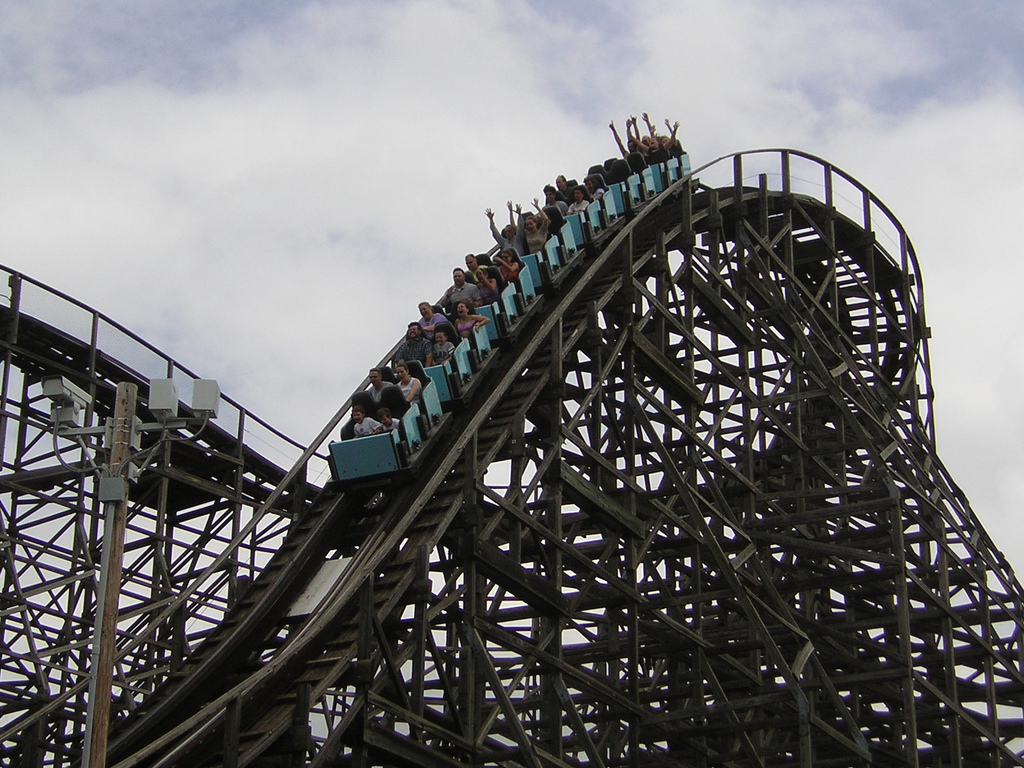
Hurler
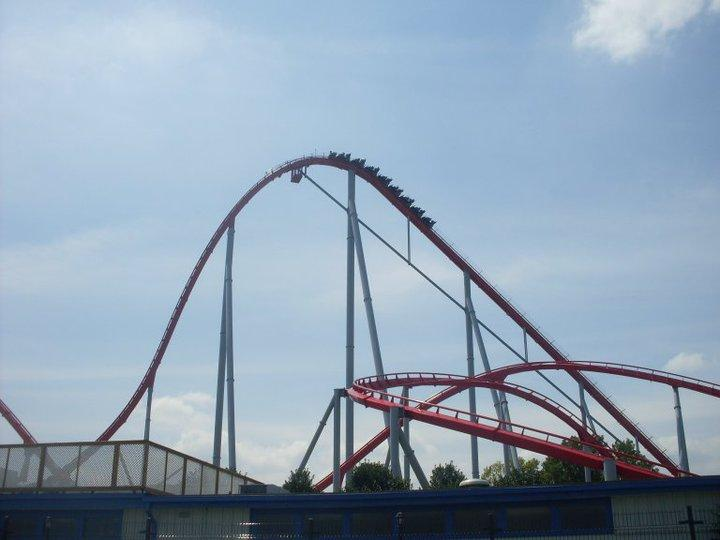
Intimidator
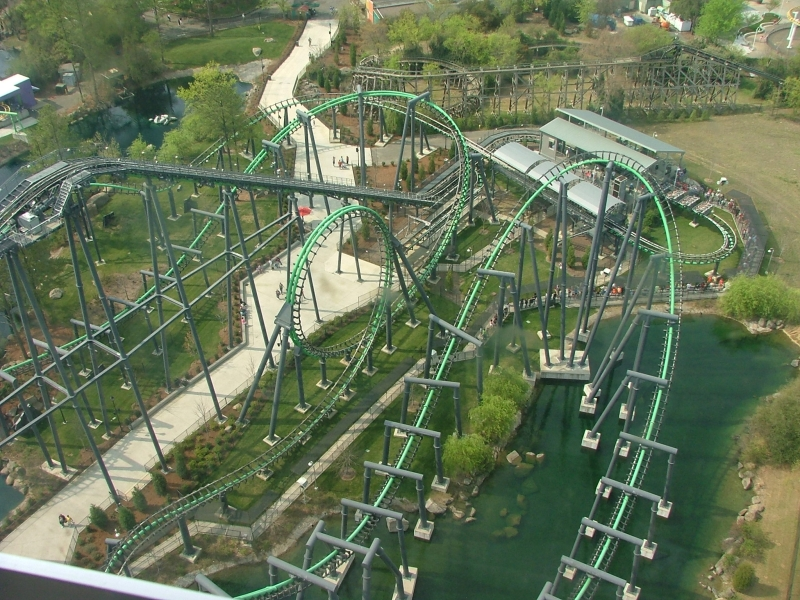
Nighthawk
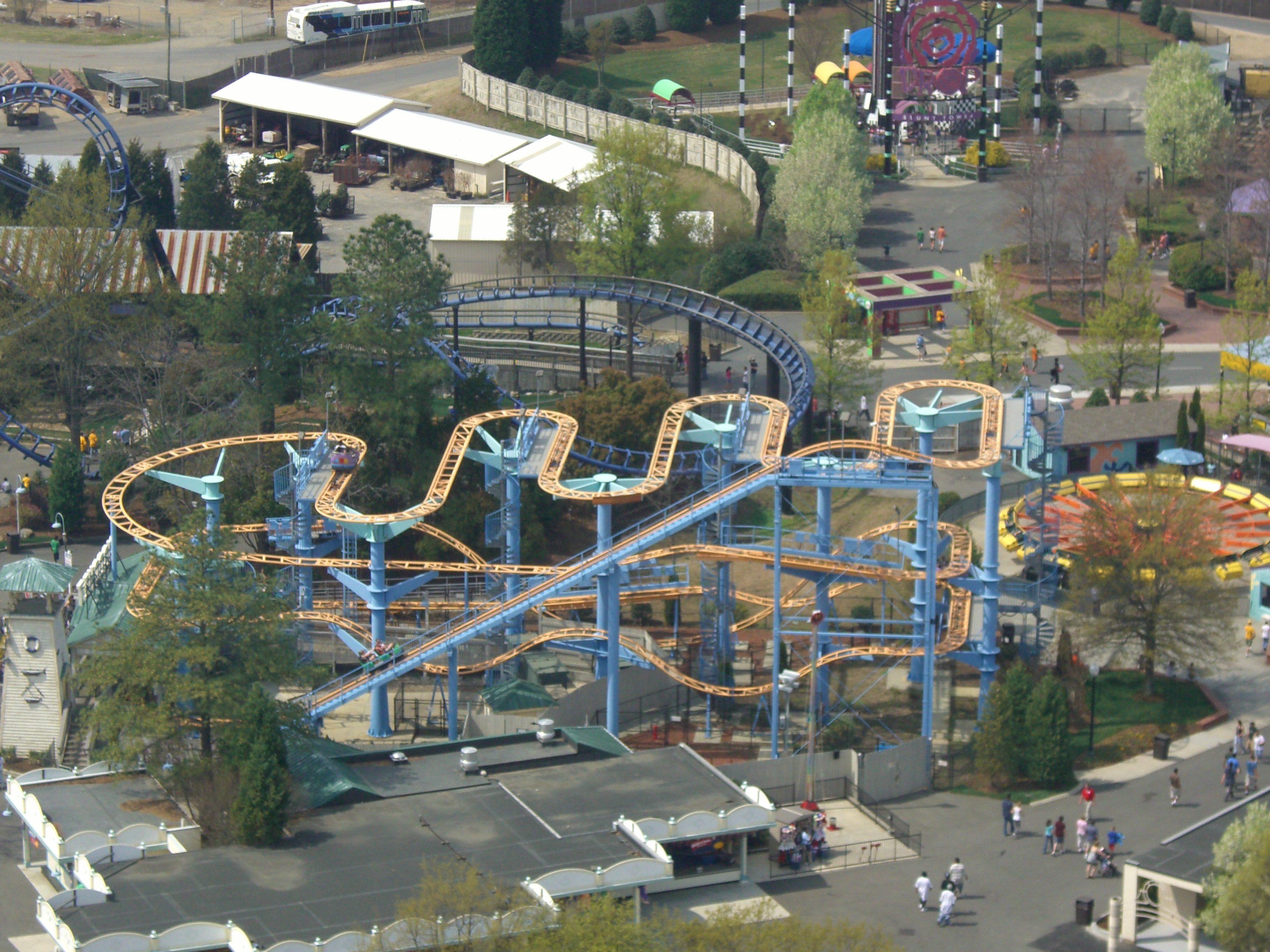
Ricochet
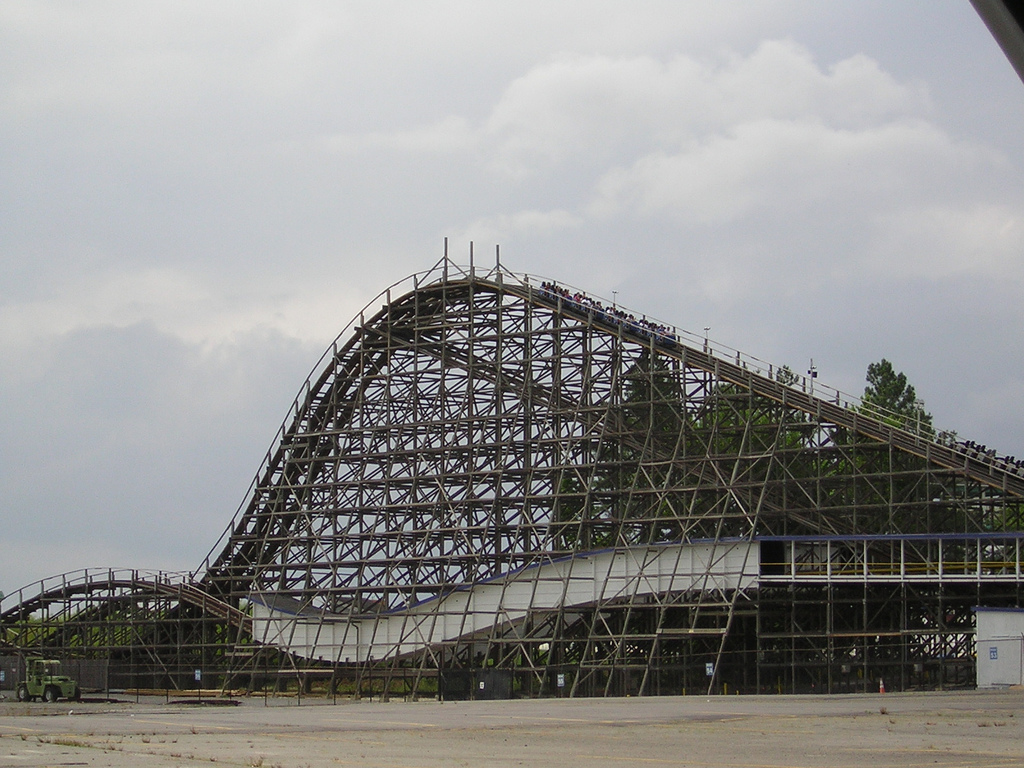
Thunder Road
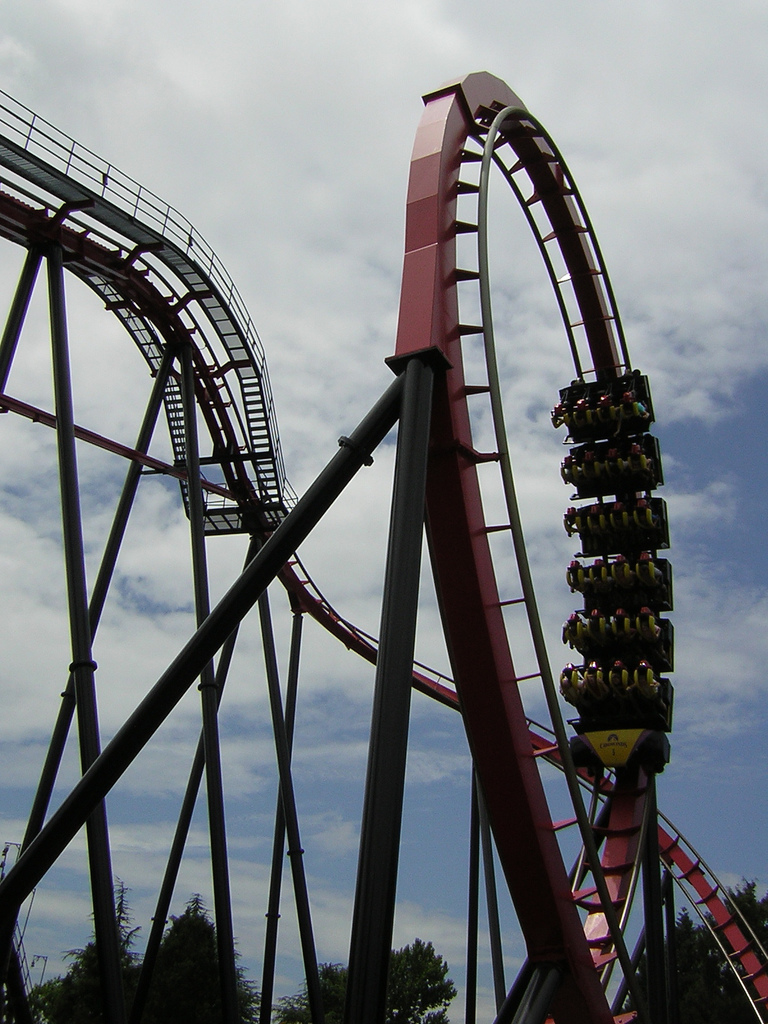
Vortex
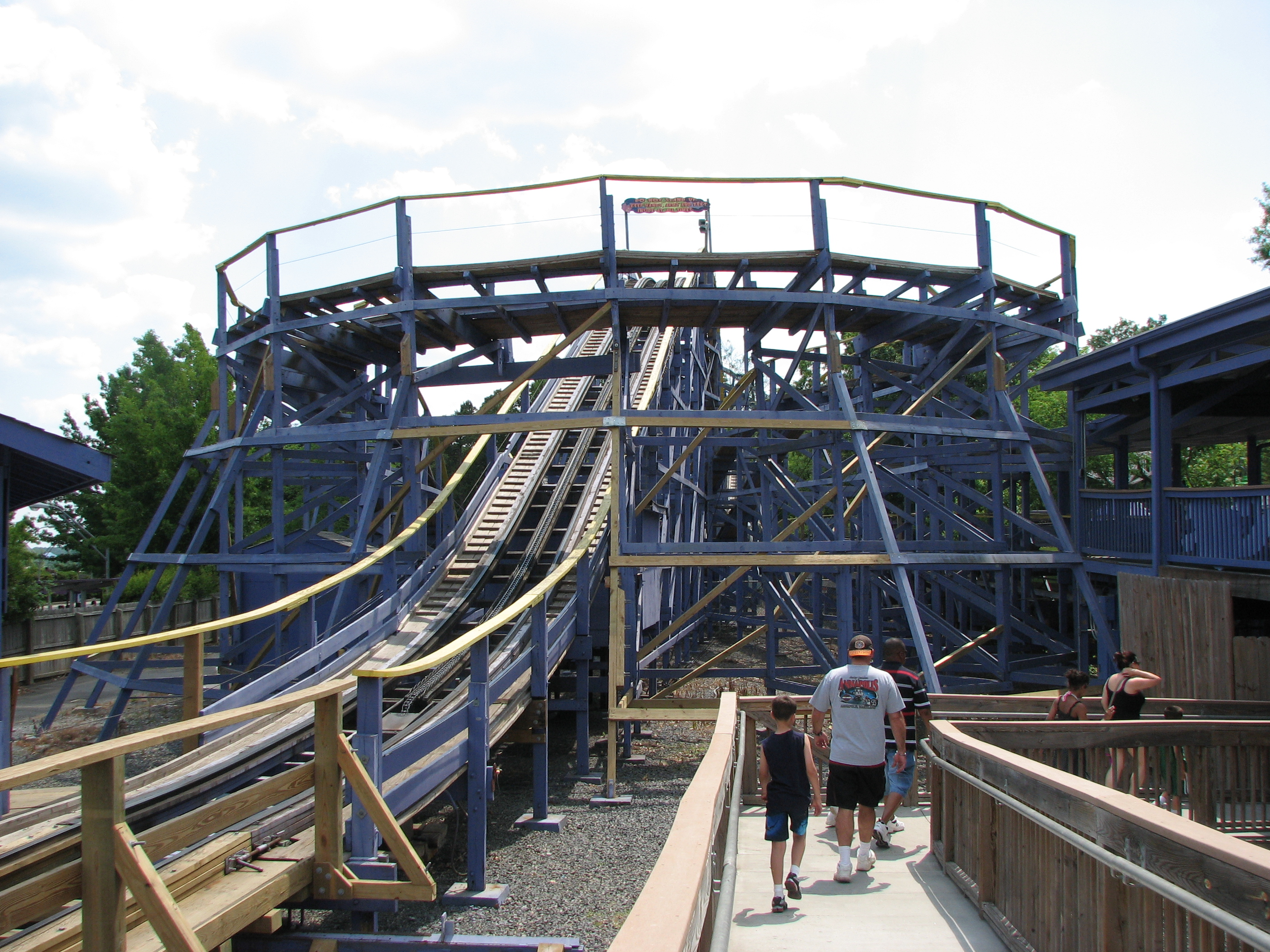
Woodstock Express

#### Disparues
| Nom de l'attraction    | Type                                   | Constructeur                  | Année d'ouverture | Année de fermeture |
| ---------------------- | -------------------------------------- | ----------------------------- | ----------------- | ------------------ |
| Flying Super Saturator | Montagnes russes à véhicules suspendus | Setpoint                      | 2000              | 2008               |
| Thunder Road           | Montagnes russes en bois               | Philadelphia Toboggan Company | 1976              | 2015               |
| White Lightnin'        | Montagnes russes navette               | Anton Schwarzkopf             | 1977              | 1988               |

### Attractions aquatiques
- The Wild Thornberry's River Adventure - Bûches sur le thème de la Famille Delajungle
- Rip Roarin Rapids -Rivière rapide en bouées
- White Water Falls - Shoot the Chute

### Autres attractions
- Backyardigans Swing-A-Long
- Boots' Ballon Race - Balloon Race Zamperla
- Carolina Skateboard - Intamin
- Carolina Skytower - Tour d'observation
- Danny Phantom's Phantom Flyers - Flying Scooters
- Dora the Explorer's Azul Adventure
- Drop Zone Stunt Tower - Tour de chute Intamin
- Lazy Town Sporticopters
- Little Bill's Cruisers
- Nick Jr. Jets
- Nick-O-Round
- Oaken Bucket - Rotor
- Rocket Power Air Time
- Scream Weaver - Enterprise Anton Schwarzkopf
- Southern Star - Looping Starship Intamin
- Scooby Doo's Haunted Mansion - Parcours scénique interactif de Sally Corporation
- Spongebob Squarepants 4D - Cinéma 4-D
- The Flying Dutchman's Revenge
- Tommy's Take Off
- Xtreme SkyFlyer - Skycoaster

## Boomerang Bay
- Crocidile Run
- Kangaroo Lagoon
- Great Barrier Reef
- Bondi Beach
- Toboggans aquatiques :
  - Down Under Thunder
  - Awesome Aussie Twister
  - Sydney Sidewinder
  - Pipeline Peak